# Jirón Caylloma
El jirón Caylloma, también conocido como Jirón Cailloma, es una calle importante del Damero de Pizarro, ubicada en el centro histórico de Lima, en la ciudad de Lima, capital del Perú. La calle inicia en su intersección con el jirón Conde de Superunda y continúa hasta llegar al jirón Quilca.
La calle ha albergado a importantes personajes de la historia republicana del Perú, como el coronel Francisco Bolognesi y el poeta José Santos Chocano.

## Historia
El camino que hoy constituye la calle fue trazado por Francisco Pizarro al fundar la ciudad de Lima el 18 de enero de 1535. Con la ampliación de la Basílica y Convento de Santo Domingo, la calle quedó cercada junto al jirón Santa.
En 1862, cuando se adoptó una nueva nomenclatura urbana, la vía recibió el nombre de jirón Caylloma, en honor a la provincia del mismo nombre. Antes de este cambio de denominación, cada cuadra tenía un nombre único:
- Cuadra 1: Afligidos. Según José Gálvez Barrenechea, el poeta Acisclo Villarán escribió que un gran número de personas afectadas por un terremoto buscaron refugio en la calle, mientras que José de la Riva-Agüero y Osma creía que una imagen de una denominación del mismo nombre traída desde España era en cambio la fuente de la nomenclatura de la calle. El coronel Francisco Bolognesi nació en esta calle.[4] Su casa natal se convirtió en museo en 1975.[1]
- Cuadra 2: Argandoña, en honor a Domingo Gonzáles de Argandoña, tesorero de la Catedral de Lima, que allí vivió.[5]
- Cuadra 3: Calonge, en honor a José P. Calonge, profesor de la Universidad de San Marcos, que residió allí.[6]
- Cuadra 4: Puerta Falsa de la Comedia o Arévalo, este último según un vecino cuya identidad se disputa entre Juan Arévalo de Espinosa (según Luis A. Eguiguren ) y Andrés de Arévalo Ballesteros (según Juan Bromley), y el primero según un entrada a un corral de comedias allí ubicado.[7]
- Cuadra 5: Acequia Alta, después de la acequia que discurría por su trazado.[8]
- Cuadra 6: Villegas, probablemente en honor al capitán retirado José de Villegas, quien tenía una propiedad allí.[9]
- Cuadra 7: Monopinta, por razones desconocidas.[10]

La casa del poeta José Santos Chocano se encuentra en la antigua calle Argandoña. El inmueble de 479,58 m2 fue construido entre 1864 y 1865, habitado por la familia de Chocano desde 1874. Nació el 14 de mayo del año siguiente. En 1922, durante una ceremonia en el Palacio de la Exposición junto a Augusto B. Leguía, se colocó una placa en su casa, obra del escultor David Lozano.
En la calle también se encuentra el edificio Pancorvo, decorado en estilo Art Nouveau y que lleva el nombre de la empresa de los hermanos Pancorvo, que lo poseían.
El 28 de octubre de 1823, José Olaya, espía del bando patriota de la Guerra de Independencia del Perú, fue capturado mientras transportaba correspondencia procedente del Callao, donde se encontraba Antonio José de Sucre. Posteriormente fue ejecutado en lo que se conoció como el Pasaje Olaya.

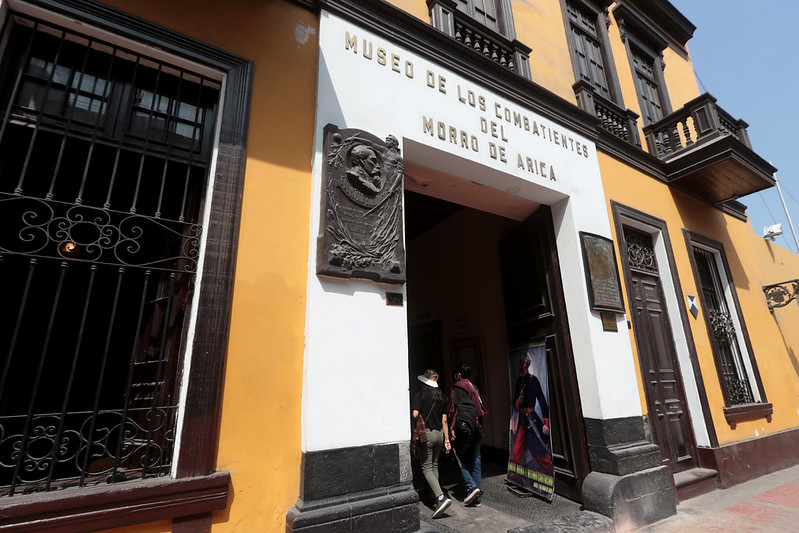
Fachada del Museo de los Combatientes del Morro de Arica, ubicado en la primera cuadra del jirón Caylloma.

En 2012, se informó que la calle era extremadamente peligrosa por la noche debido a la cantidad de personas sin hogar y delincuentes hostiles.
La calle sufrió dos incendios en 2023, el primero en mayo, tras un fallido intento de desocupación irregular que provocó 40 detenciones, y el segundo en octubre, cerca de la Casa de Bolognesi, tras incendiarse un almacén ilegal.